# Jojo Moyes
Pour les articles homonymes, voir Moyes.
Œuvres principales
Sous la pluie, La Dernière lettre de son amant, Jamais deux sans toi, Avant toi
Jojo Moyes, née le 4 août 1969 à Londres en Angleterre, est une journaliste britannique et, depuis 2002, une romancière. Elle est l'une des rares auteurs à avoir remporté deux fois le prix du livre romantique de l'année, RNA Awards de l'Association des romanciers romantiques. Ces romans ont été traduits en onze langues différentes.

## Biographie
Pauline Sara Jo Moyes est née le 4 août 1969 à Londres en Angleterre, Royaume-Uni. Elle a étudié au Royal Holloway (université de Londres).
En 1992, elle a remporté une bourse financée par le journal The Independent pour suivre le cours de journalisme de troisième cycle à la City University de Londres. Elle a ensuite travaillé au The Independent durant les dix années qui ont suivi. Elle interrompt sa carrière au journal durant un an pour travailler à Hong Kong pour le Sunday Morning Post. Elle interviendra à divers niveaux, elle sera adjointe des nouvelles éditions en 1998, puis correspondante arts et média en 2002.

### Carrière d'écrivain
Jojo Moyes est devenue romancière à temps plein en 2002, lorsque son premier livre Sous la pluie a été publié. Elle continue à écrire pour The Daily Telegraph. Elle est l'un des rares auteurs à avoir remporté le prix du livre romantique de l'année (Romantic Novelists' Association Awards) à deux reprises. Elle a d'abord remporté le prix en 2004 pour Arcadia Hotel et en 2011 pour La Dernière lettre de son amant.
Elle vit dans une ferme à Saffron Walden (Essex) avec son mari, le journaliste Charles Arthur, et leurs trois enfants.
En 2013, il a été annoncé que Michelle (?) H. Weber[réf. nécessaire] et Scott Neustadler ont été engagés pour écrire une adaptation de Avant toi.

## Œuvres

### TrilogieAvant toi
1. Avant toi, Milady, 2014 ((en) Me Before You, 2012)
2. Après toi, Milady, 2016 ((en) After You, 2015)
3. Après tout, Milady, 2018 ((en) Still Me, 2018)

### Romans indépendants
- Sous La Pluie, JC Lattès, 2007 ((en) Sheltering Rain, 2002) ou Une douce odeur de pluie
- Arcadia Hotel, JC Lattès, 2006 ((en) Foreign Fruit, 2003)
- Le bonheur n'attend pas, Hauteville, 2020 ((en) The Peacock Emporium, 2004)
- Les Fiancées du Pacifique, JC Lattès, 2008 ((en) The Ship of Brides, 2005)
- La Baie des baleines, JC Lattès, 2012 ((en) Silver Bay, 2007)
- Où tu iras j'irai, Milady, 2019 ((en) The Horse Dancer, 2009)
- La Dernière lettre de son amant[9], Milady, 2015 ((en) The Last Letter from Your Lover, 2010)
- Lune de miel à Paris (Honeymoon In Paris), 2012
- Les yeux de Sophie (The Girl You Left Behind), 2012
- Jamais deux sans toi, Milady, 2014 ((en) The One Plus One, 2014)
- La liste de Noel 2014 (en the christmas liste)
- Sous le même toit, Milady, 2017 ((en) Night Music, 2008)
- Paris est à nous, Milady, 2018 ((en) Paris for One and Other Stories, 2016)
- Le vent nous portera, 2019 ((en) The Giver of Stars, 2019)
- Nos cœurs à l'horizon, 2020 (Foreign fruit)
- Dans les pas d'une autre, 2023 ((en) Someone Else's Shoes, 2023)

## Adaptations cinématographiques
- 2016 : Avant toi de Thea Sharrock, avec Emilia Clarke et Sam Claflin
- 2021 : Last letter from your lover, avec Felicity Jones, Shailene Woodley et Callum Turner

## Filmographie
- 2018 : Du miel plein la tête (Head Full of Honey) de Til Schweiger

## Prix et récompenses
Jojo Moyes a reçu divers prix pour ses œuvres, dont deux fois le Prix de l'Association des Écrivains romantiques en 2004 et 2011, ainsi que le Prix des lectrices Milady 2015,.